# Hieracium laniferum
Hieracium laniferum és una planta perenne de la familia de les asteràcies (compostes), subfamília cicoriòidies, que floreix durant la segona meitat de la primavera. Va ser descrita per Cavanilles en 1794 a partir de plantes recollides als Ports de Beseit.

## Morfologia
Herba eriòpoda que forma un grup de fulles basals en forma de roseta, glabres al temps de la floració excepte alguns pèls fins a la base i al nervi dorsal, de forma oblanceolada i atenuades en pecíol, amb l'extrem agut o arrodonit, enteres o poc denticulades, variablement coriàcies i glauques, i almenys durant el seu creixement amb una borra llanosa al centre que ha servit per a donar-li el nom.
La tija, glabra, s'alça generalment entre 10 i 30 cm. i sol tenir entre una i tres fulles amplexicaules, més petites que les basals.
Inflorescència d'uns pocs capítols, amb les bràctees i peduncles glabrescents o amb escassos pèls asteriformes i glandulosos. Lígules grogues. Aquenis d'uns 2-2,5 mm. de llargada, negrosos. Receptacle de les llavors densament i curtament pilós.

## Hàbitat
En general, per damunt dels 500 m., la planta es refugia a les escletxes de roques calcàries, orientades al nord als llocs més eixuts.

## Distribució
La forma típica és endèmica dels Ports de Beseit. S'estén per tot el nord-est de la península Ibèrica, on les fulles poden ser més piloses al marge i els peduncles i les bràctees dels capítols apareixen habitualment amb una densitat de pèls estel·lats més gran, i de vegades també els glandulosos.